# Bleptina vultura
Bleptina vultura là một loài bướm đêm trong họ Noctuidae.